# Байдай-Тугай
Байдай-Тугай — заповідник у Каракалпакстані. 

## Опис
Площа становить 6,5 тисяч га. Заснований в 1971 році для збереження і відтворення заплавних лісів (тугаїв), а також для комплексного вивчення природи цих екосистем і прилеглих пустель. У заповіднику охороняються 131 вид рослин, 15 видів звірів та 91 вид птахів. Відтворюється популяція диких свиней, піщаного зайця — толая, а також рідкісних видів — степового і очеретяного кота та інших.